# Siri Broch Johansen

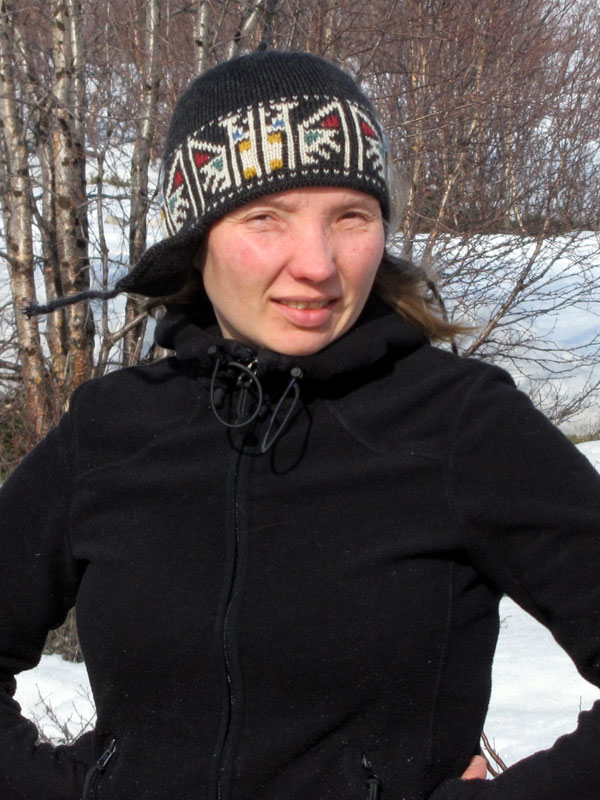
Siri Broch Johansen

Juho-Sire oder Siri Broch Johansen (* 9. März 1967 in Tana) ist eine norwegisch-samische Schriftstellerin, Dramatikerin und Sängerin aus Tana in der Finnmark.

## Werdegang
Johansen hat eine Ausbildung in den Bereichen Kunst und Sami-Wissenschaft. Sie hat unter anderem in den samischen Sprachzentren in Kåfjord in Troms und Tana in der Finnmark gearbeitet. Im Jahr 2009 debütierte sie als Lyrikerin mit dem Stück Eatnanspáppastallan. Zudem übersetzte sie eine Reihe von Leonard Cohens Liedern ins Nordsamische. Im Jahr 2011 produzierte sie das Kabarett „Samenes aften / odne lea du vuorru“.
2013 produzierte sie die Musiktheatervorstellung „ČSV-republihkka“, die davon handelt, wie das Leben in einer selbstständigen samischen Republik sein könnte. Die Vorstellung war ein nordisches Projekt, das in Zusammenarbeit mit Oula Guttorm, Anna Näkkäläjärvi-Länsman, Anders Limpi und Sara Margrethe Oskal durchgeführt wurde.
Im Herbst 2014 zeigte das Beaivváš Sámi Našunálateáhter das von Johansen geschriebene Stück Gurut guvlui Heahtás. Zur gleichen Zeit veröffentlichte Johansen den Jugendroman Jeg er en skiløper (deutsch Ich bin ein Skifahrer). Im Jahr 2015 veröffentlichte Johansen die erste Biographie über die samische Pionierin Elsa Laula Renberg. Diese erschien 2015 auch auf Schwedisch und 2017 auf Nordsamisch in einer vereinfachten Version für Jugendliche.
Johansens Theaterprojekt Sabmie Ovttastuvvon Siiddat ging in den Jahren 2018–2019 in ganz Nordnorwegen sowie in ausgewählten Städten auf der finnischen Seite auf Tournee.
Im Jahr 2018 schrieb sie den Text zu Márkomeanu 2118, nach dessen Vorbild das samische Festival Márkomeannu 2118 arrangiert wurde. 2020 veröffentlichte sie das Debatten- und Essaybuch Brev till kommisjonen. Dieses wurde auch auf Nordsamisch unter dem Titel Reivvet kommišuvdnii veröffentlicht.
Johansen erhielt zweimal den Literaturpreis des Samenrates, 2012 für den Jugendroman Sárá beaivegirji und 2016 für Mun lean čuoigi, bei dem es sich ebenfalls um einen Jugendroman handelt.

## Veröffentlichungen
- 1992 Opp av brønnen - Gedicht
- 1997 Mii leat ain dás (Vi er ennå her) - Lehrbuch über das Urvolk im Norden ISBN 82-7374-250-4.
- 2005 Sámi skuvlahistorjá 1 (Samische Schulgeschichte)
- 2007 Sámi skuvlahistorjá 2 (Samische Schulgeschichte)
- 2009 Sámi skuvlahistorjá 3 (Samische Schulgeschichte)
- 2010 Sámi skuvlahistorjá 4 (Samische Schulgeschichte)
- 2010 Sárá beaivegirji (Nordsamischer Kinder- und Jugendroman) ISBN 978-82-92044-84-1.
- 2010 Sárá beaivegirji (Hörbuch Lulesamisch) ISBN 978-82-92044-88-9.
- 2010 Sárá biejvvegirjje (Lulesamischer Kinder- und Jugendroman) ISBN 978-82-92044-85-8.
- 2010 Saaran gærja (Hörbuch Lulesamisch) ISBN 978-82-92044-89-6.
- 2010 Saaran gærja (südsamischer Kinder- und Jugendroman) ISBN 978-82-92044-86-5.
- 2010 Saaran gærja (Hörbuch Südsamisch) ISBN 978-82-92044-90-2.
- 2010 Saras dagbok (norwegischer Kinder- und Jugendroman) ISBN 978-82-92044-87-2.
- 2010 Fornorskningsoffer, Monolog in der Anthologie MonolUng ISBN 978-82-7596-145-5.
- 2011 Apercu de littérature de Sami Auszug aus Saras dagbok ISBN 978-82-91015-04-0.
- 2011 Fïerhtien jïjjen, Lieder Riegádan stáljas, Oainnán du und Lean viimmat gávdnan du ISBN 978-82-91905-44-4.
- 2011 Sámi skuvlahistorjá 5 (Samische Schulgeschichte) ISBN 978-82-7374-802-7.
- 2012  Noe som er inni noe Jubiläumsanthologie eines nordnorwegischen Autorenteams, Hörbuch. Text Besøk.
- 2012  Eatnanspáppastallan Buchversion des Szenentextes, ISBN 978-82-8263-112-9.
- 2013 Sámi skuvlahistorjá 6 (Samische Schulgeschichte) ISBN 978-82-7374-870-6.
- 2014 Jeg er en skiløper/Mun lean čuoigi ISBN 978-82-8263-157-0/ ISBN 978-82-8263-160-0
- 2014 Mun lean čuoigi, Hörbuch Nordsamisch. Gelesen von Oula Guttorm ISBN 978-82-8263-158-7.
- 2015 Elsa Laula Renberg - historien om samenes store Minerva ISBN 978-82-8263-171-6.
- 2015 Elsa Laula Renberg - historien om samenes stora Minerva (schwedische Ausgabe) ISBN 978-82-8263-173-0.
- 2017 Elsa Laula Renberg - sápmelaččaid ovdamanni (nordsamische Ausgabe für Jugendliche) ISBN 978-82-8263-217-1.
- 2018 MariAmira in DUS Den unge scenen 7, ISBN 978-82-7596-390-9.
- 2020 Reivvet kommišuvdnii ISBN 978-82-8263-355-0.
- 2020 Brev til kommisjonen ISBN 978-82-8263-354-3.